# Comissão Nacional Eleitoral
A Comissão Nacional Eleitoral (CNE) é um órgão da República de Angola com caráter independente, que tem sob sua guarida a responsabilidade de organizar, executar, coordenar e conduzir os processos eleitorais angolanos. Além disso compete ao órgão a organização de toda a logística eleitoral, com o apoio do Ministério da Administração do Território.
O julgamento das matérias eleitorais fica a cargo do Tribunal Constitucional.

## Composição da CNE
É composta por dezessete membros, sendo:
- um magistrado judicial, que a preside,[1] designado pelo Conselho Superior da Magistratura Judicial;[2]
- dezesseis cidadãos apontados pelos partidos e votados pela Assembleia Nacional, de acordo com a distribuição partidária da legislatura.[2]

Aos membros são esperados critérios de "idoneidade cívica e moral, probidade, competência técnica, não podendo pertencer a órgão de direcção, a qualquer nível de qualquer partido político ou coligação de partidos políticos".

## Mandato e posse
Os membros da Comissão Nacional Eleitoral tomam posse perante a Assembleia Nacional para um mandato de cinco anos, renovável por igual período de tempo.
Existe a previsão de que se instalem Comissões Provinciais Eleitorais e Comissões Municipais Eleitorais.